# Timologia
La timologia (de l'anglès Thymology) és l'estudi de les causes mentals de l'acció humana al llarg de la història. De vegades s'usa com a sinònim d'història econòmica informada per la praxeologia. Mentre que la praxeologia estudia el comportament intencional de l'home i les conseqüències d'aquest comportament, no tracta d'examinar les causes psicològiques d'aquest comportament. La timologia és l'estudi dels aspectes humans que precedeixen a provocar un comptament humà amb propòsit. La timologia és una de les dues ciències "inventades, o almenys anomenades" per Ludwig von Mises, la praxeologia és l'altra.